# Сьверчинкі (Бродницький повіт)
Сьверчинкі (пол. Świerczynki, нім. Lassenhof) — село в Польщі, у гміні Бартничка Бродницького повіту Куявсько-Поморського воєводства.
Населення — 119 осіб (2011).
У 1975-1998 роках село належало до Торунського воєводства.

## Демографія
Демографічна структура станом на 31 березня 2011 року:
|          | Загалом | Допрацездатний вік | Працездатний вік | Постпрацездатний вік |
| -------- | ------- | ------------------ | ---------------- | -------------------- |
| Чоловіки | 55      | 16                 | 37               | 2                    |
| Жінки    | 64      | 13                 | 41               | 10                   |
| Разом    | 119     | 29                 | 78               | 12                   |